# Arnold van Gennep
Arnold van Gennep   (Ludwigsburg, 23 d'abril de 1873 - Épernay, 7 de maig de 1957) va ser un folklorista i etnògraf francès d'origen alemany.
És conegut sobretot pel seu treball sobre els «ritus de pas», pel qual va encunyar el terme, i pel seu monumental Manuel de folklore français contemporain, que va romandre inacabat.
Considerat avui com el fundador a França del «folklore» com a disciplina científica, el seu treball sobre el concepte de ritu de pas i la seva teoria de les tres fases (preliminar, liminar, i postliminar) va ser continuat i aprofundit per Victor Turner.

## Biografia
Arnold van Gennep va néixer a Ludwigsburg, regne de Württemberg. Als sis anys d'edat els seus pares es van divorciar i va viatjar amb la seva mare a França, on ella va contreure matrimoni amb un metge, instal·lant-se la família a Savoia.
Va estudiar a liceus de Niça, Chambéry i Grenoble, i després etnografia, sociologia, religions comparades i llengües orientals a la Sorbona, on va obtenir el seu doctorat. Al començament de la seva carrera, Arnold van Gennep va dedicar els seus estudis a les cultures extraeuropees a l'Escola d'Idiomes Orientals i a l'Escola Pràctica d'Estudis Avançats.
Es va casar i després va ocupar, per quatre anys, un lloc de professor de francès a Czestochowa, a la Polònia russa. Va tornar a París i es va emprar com a traductor al Ministeri d'Agricultura. Va començar llavors a escriure una sèrie de monografies, articles i crítiques bibliogràfiques, i, a partir del 1908, va viure gairebé totalment del que li produïen els seus escrits i traduccions. Al llarg de la seva vida va mantenir la seva independència i mai no va ser degudament reconegut pel món acadèmic de França.
L'únic càrrec universitari que alguna vegada va tenir va ser lacàtedra d'etnologia i història de les civilitzacions a la Universitat de Neuchâtel, a Suïssa, on va romandre entre 1912 i 1915, quan va ser expulsat de Suïssa. Paral·lelament, va ser sotsdirector del museu d'etnografia, també fins a la seva expulsió. El 1914 va organitzar, amb Gustave Jéquier, el Primer Congrés d'Etnografia i Etnologia, que va tenir lloc a Neuchâtel.
Després d'ingressar a l'exèrcit, va ser enviat per un temps com a professor al liceu de Niça i, després, va ser cridat per treballar al Ministeri d'Afers Exteriors. El 1922 va realitzar una gira de conferències pels Estats Units d'Amèrica i pel Canadà.
En tornar a França (uns dotze anys després de l'aparició de la seva clàssica monografia sobre els ritus de pas i després de la publicació d'altres 14 monografies i 160 articles) es va quedar sense feina i va marxar cap al sud d'aquell país, dedicant-se a la cria d'aus. Sis mesos després es va establir a Bourg-la-Reine, un poblet al sud de París, on va viure la resta de la seva vida treballant per a editors, traduint i, sobretot, prosseguint les seves pròpies investigacions i intentant obtenir el reconeixement del folklore com un camp respectable d'estudis.
A partir de 1924, quan va publicar Le folklore, van Gennep es va dedicar a establir el folklore com a disciplina científica i a l'estudi de les cultures populars franceses.
Arnold van Gennep va morir el 1957 a Bourg-la-Reine, França.

## La seva obra
Oposat a l'evolucionisme de folkloristes com Paul Sébillot i Pierre Saintyves que es van dedicar a col·leccionar arcaismes i supervivències, van Gennep va desenvolupar un mètode anomenat «biològic», amb l'objectiu d'apropar els fets de la cultura popular en el seu dinamisme i estudiar allò que ell designava com «les condicions psíquiques dels costums». El mètode desenvolupat per van Gennep procedeix de la investigació i l'observació directa dels fets vius del folklore, és a dir, els costums encara realitzats en el camp de la investigació i observables pel folklorista.
Per explicar la transformació al llarg del temps dels fets del folklore, van Gennep va desenvolupar la noció de «cadena tradicional» i es va centrar en l'estudi dels fenòmens de difusió. Reprèn el «mètode historicogeogràfic», també conegut com a «mètode finlandès», van Gennep va treballar a França en l'establiment de mapes amb l'objectiu de delimitar zones populars i estudiar els diferents factors que intervenen en el procés de difusió. Per a aquest treball de cartografia, va fer un ús extensiu del dispositiu cartogràfic de Paul Fortier-Beaulieu.
Reconegut per haver fet del folklore un objecte d'estudi i per haver dotat la disciplina d'un conjunt d'eines d'enquesta (principalment qüestionaris) i mètodes d'anàlisi, van Gennep també va ser un intel·lectual polèmic, mantenint relacions tenses amb alguns dels seus contemporanis, criticant sovint els seus escrits (sobretot Durkheim i Mauss). Va realitzar la major part de la seva feina als marges de la institució acadèmica i va ser destituït de l'únic càrrec universitari que va ocupar molt breument en la seva carrera (1912-1915, càtedra d'etnografia de la Universitat de Neuchâtel), després d'haver qüestionat públicament la neutralitat de Suïssa davant d'Alemanya.
Van Gennep va publicar un gran nombre d'articles i monografies relacionades amb el folklore. La seva obra més famosa va ser Les rites de passage (Els ritus de pas) de 1909, on afirmava que els rituals classificats com a ritus de pas es dividien en tres fases: preliminal, liminal i postliminal. Aquesta proposta serà represa per Victor Turner que la desenvoluparà en una de les grans obres: The Ritual Process (El procés ritual). Les rites de passage va ser molt influent en l'estructuració de l'obra de 1949 del mitòleg estatunidenc Joseph Campbell, L'heroi de les mil cares, ja que Campbell divideix el viatge de l'heroi en tres parts: Partida, Iniciació i Retorn.
El seu major treball sobre el folklore de França va ser Le Manuel de folklore francais contemporain (1937-1958).

## Obra
- Tabou et totémisme à Madagascar; étude descriptive et théorique (en francès).  París: E. Leroux, 1904.
- Mythes et légendes d'Australie : études d'ethnographie et de sociologie (en francès).  París: E. Guilmoto, 1906.
- «Linguistique et ethnologie II. Essai d’une théorie des langues spéciales» ( PDF) (en francès). Revue des études ethnographiques et sociologiques [París], 6-7, 1908, pàg. 327-337.
- Religions, mœurs et légendes : essais d'ethnographie et de linguistique (en francès).  París: Mercure de France, 1908-1914 (5 séries).
- Les rites de passage : étude systématique ... ( PDF) (en francès).  París: E. Nourry, 1909 . Reeditat el 1981.
- De quelques rites de passage en Savoie (en francès).  París: E. Leroux, 1910.
- La formation des légendes (en francès).  París: Flammarion, 1910 (Bibliothèque de philosophie scientifique).
- Les demi-savants (en francès).  París: Mercure de France, 1911.
- Études d’ethnographie algérienne (en francès).  París: E. Leroux, 1911.
- La Savoie vue par les écrivains et les artistes (en francès).  Louis Michaud, 1913.
- En Algérie (en francès).  París: Mercure de France, 1914.
- L'État actuel du problème totémique (en francès).  París: Leroux, 1920.
- Traité comparatif des nationalités (en francés), 1922.
- Le Folklore (en francès).  París: Librairie Stock, 1924.
- Les Jeux et les Sports populaires de France (en francès).  París: L .S. Fournier, 1925. Reeditat per éditions du Comité des travaux historiques et scientifiques, 2015. Textos inèdits.
- Le Folklore du Dauphiné (Isère). Étude descriptive et comparée de psychologie populaire, avec huit cartes folkloriques et linguistiques (en francès). vol I(1). Du berceau à la tombe; vol I(2). Cérémonies périodiques; vol II. Cérémonies périodiques (fin); vol III. Magie, médecine et météorologie populaires; vol. IV. Littérature populaire, jeux et chansons.  París: Maisonneuve, 1933.
- Le Folklore de la Flandre et du Hainaut français (département du Nord) (en francès), 1935-1936.
- Manuel de folklore français contemporain (en francès), 1937-1958. Premi Saintour de l'Acadèmia Francesa en 1946
- Le Folklore de l'Auvergne et du Velay avec 10 cartes folkloriques et 2 photos (en francès).  París: Maisonneuve, 1942.